# میهران یرکات
میهران آرمناکی یرکات (ارمنی: Միհրան Արմենակի Երկաթ؛  زادهٔ ۲۰ فوریهٔ ۱۹۲۱ - درگذشته ۴ اوت ۱۹۸۶) خواننده اپرا باریتون اهل ارمنستان بود.

## زندگی‌نامه
وی در ۲۰ فوریهٔ ۱۹۲۱ در کنستانتینوپل به دنیا آمد و از فارغ‌التحصیل گشت. وی همچنین برنده جوایزی همچون هنرمند مردمی ارمنستان شوروی، هنرمند مردمی اتحاد جماهیر شوروی و نشان پرچم سرخ کار شد. وی در ۴ اوت ۱۹۸۶ در سن ۶۵ سالگی در ایروان درگذشت.